# Dungeons
Dungeons — компьютерная игра, стратегия в реальном времени, разработанная компанией Realmforge Studios. Визуальный стиль и геймплей отдаленно напоминают Dungeon Keeper 2, и сами разработчики заявляют о том, что вдохновлялись этой стратегией от Bullfrog Productions. Продолжение было анонсировано в другой игре компании — DARK — в виде пасхального яйца.

## Геймплей
Сюжетная кампания состоит из 20 заданий. Цель игрока — заманить в свои владения самых сильных воинов, заполучить их силы и стать единственным правителем подземного мира, отомстив за измену своей экс-подруге Калипсо. По мере прохождения пользователь откроет новые виды комнат, ловушек и декораций. Система создания жилья и комнат для подопечных схожа с Dungeon Keeper 2, тем не менее есть существенные отличия.
Хранитель подземелья обладает телесной формой. За пределами зоны влияния он вынужден полагаться только на меч и заклинания. В родных владениях Хранитель взирает на мир в изометрии, отдает приказы гоблинам, копающим туннели, и расставляет всевозможные предметы. Обустроить темницу красиво и с умом — одна из его важнейших задач, ведь чем мрачнее и опаснее подземелье, тем выше его престиж. Богато оформленные владения привлекают народ с поверхности. Одни герои спускаются сюда в надежде найти достойного соперника, других привлекают стеллажи с древними фолиантами, третьи хотят набить карманы золотом и найти мощное оружие.

## Сюжет
Властелина подземелий подставляет его подруга, и он оказывается на самом верхнем уровне, практически возле земной поверхности. Ему предстоит проложить путь обратно в сердце подземного мира и вернуть украденную власть.

## Критика
| Сводный рейтинг       | Сводный рейтинг       |
| Агрегатор             | Оценка                |
| --------------------- | --------------------- |
| GameRankings          | 65,63 %               |
| Metacritic            | 66 / 100 (30 обзоров) |
| Иноязычные издания    |                       |
| Издание               | Оценка                |
| AllGame               | [ 8 ]                 |
| Eurogamer             | 6 / 10                |
| Game Informer         | 7,00 / 10             |
| GamePro               | [ 11 ]                |
| GameRevolution        | B+                    |
| GamesRadar+           | 5 / 10                |
| GameTrailers          | 6,5 / 10              |
| IGN                   | 6,5 / 10              |
| Русскоязычные издания |                       |
| Издание               | Оценка                |
| 3DNews                | 6 / 10                |
| «PC Игры»             | 6,0 / 10              |
| PlayGround.ru         | 6,9 / 10              |
| StopGame.ru           | проходняк             |
| «Домашний ПК»         | [ 20 ]                |
| «Игромания»           | 5,5 / 10              |

В некоторых изданиях игра подверглась резкой критике за недостаточную проработанность сюжета, отступления от основного жанра и усложнение игры лишними экономическими элементами.